# 김환희
김환희(金歡熙, 2002년 8월 25일 ~ )는 대한민국의 배우이다.

## 학력
- 서울공연초등학교 (졸업)
- 공릉중학교 (졸업)
- 해성국제컨벤션고등학교 컨벤션영어과 (졸업)
- 한양대학교 연극영화과 (2021학번 / 재학)

## 배우 활동
6살 때인 2008년 SBS 드라마 《불한당》으로 데뷔했고, 2016년 영화 《곡성》에서 주인공 종구(곽도원 분)의 딸 효진 역으로 전라도 사투리로 "뭣이 중헌디"란 유행어를 탄생시키며 강렬한 인상을 남겼다.

## 연기 활동

### 드라마
- 2008년 SBS 드라마 스페셜 《불한당》 ... 장유진 역 (2008년 1월 2일 ~ 2월 28일)
- 2008년~2009년 MBC 일일연속극 《사랑해, 울지마》 ... 임윤지 역 (2008년 11월 17일 ~ 2009년 5월 22일)
- 2009년 KBS2 미니시리즈 《천하무적 이평강》 ... 이평온 역 (2009년 11월 9일 ~ 12월 29일)
- 2010년 MBC 단막극 《MBC 일요 드라마 극장 - 조은지 패밀리》 ... 조은지 역 (2010년 10월 17일)
- 2011년 KBS2 주말연속극 《사랑을 믿어요》 ... 김란이 역 (2011년 1월 1일 ~ 7월 31일)
- 2011년 KBS2 단막극 《KBS 드라마 스페셜 - 기쁜 우리 젊은 날》 ... 달래 역 (2011년 8월 28일)
- 2011년~2012년 KBS1 일일연속극 《당신뿐이야》 ... 윤이랑 역 (2011년 11월 7일 ~ 2012년 5월 4일)
- 2011년~2012년 MBN 일일시트콤 《왔어 왔어 제대로 왔어》 ... 주리 역 (2011년 12월 5일 ~ 2012년 3월 2일)
- 2011년 KBS1 단막극 《HD TV문학관 - 사랑방 손님과 어머니》 ... 옥희 역 (2011년 12월 8일)
- 2012년 tvN 미니시리즈 《응답하라 1997》 ... 어린 성시원 역(정은지 아역)
- 2012년 KBS2 미니시리즈 《울랄라 부부》 ... 이백호의 딸 역
- 2013년 KBS2 주말연속극 《최고다 이순신》 ... 한우주 역 (2013년 3월 9일 ~ 8월 25일)
- 2014년 SBS 주말 특별기획 《엔젤 아이즈》 ... 보람 역 (19화~20화, 2014년 6월 14일 ~ 6월 15일)
- 2015년 tvN 금토드라마 《오 나의 귀신님》 ... 채희 역 (2015년 7월 25일)
- 2016년 KBS2 수목드라마 《공항 가는 길》 ... 박효은 역 (2016년 9월 21일 ~ 11월 10일)
- 2017년 웹드라마 《복수노트》 ... 정덕희 역
- 2018년 KBS2 월화드라마 《우리가 만난 기적》 ... 송지수 역
- 2019년 JTBC 금토드라마 《아름다운 세상》 ... 박수호 역
- 2020년 JTBC 월화드라마 《날씨가 좋으면 찾아가겠어요》 ... 임휘 역
- 2021년 MBC 수목드라마 《목표가 생겼다》 ... 이소현 역

### 영화
| 연도 | 제목         | 배역   | 감독   | 비고             |
| ---- | ------------ | ------ | ------ | ---------------- |
| 2011 | 파란만장     |        |        |                  |
| 2013 | 전국노래자랑 | 문보리 | 이종필 |                  |
| 2016 | 곡성         | 전효진 | 나홍진 |                  |
| 2018 | 여중생A      | 장미래 | 이경섭 | 첫 단독주연 영화 |
| 2022 | 안녕하세요   | 박수미 | 차봉주 |                  |

## 연기 외 활동

### MC
- 2016년 제4회 서울구로국제어린이영화제 MC

### 예능 프로그램
- 《해피투게더 시즌3》'믿고 보는 아이들' 특집 (KBS2, 2016년 7월 7일)
- 《무한도전》(MBC, 2016년 9월 10일)

## 수상 경력 및 후보
| 연도 | 시상식                 | 부문                        | 작품             | 결과 |
| ---- | ---------------------- | --------------------------- | ---------------- | ---- |
| 2011 | KBS 연기대상           | 여자 청소년 연기상          | 당신뿐이야       | 수상 |
| 2016 | 한국영화를 빛낸 스타상 | 여자 신인상                 | 곡성             | 수상 |
| 2016 | 제37회 청룡영화상      | 신인여우상                  | 곡성             | 후보 |
| 2016 | 제53회 대종상          | 신인여우상                  | 곡성             | 수상 |
| 2016 | KBS 연기대상           | 여자 청소년 연기상          | 공항 가는 길     | 후보 |
| 2017 | 제53회 백상예술대상    | 영화부문 여자 신인연기상    | 곡성             | 후보 |
| 2017 | 제37회 황금촬영상      | 아역상                      | 곡성             | 수상 |
| 2018 | KBS 연기대상           | 여자 청소년 연기상          | 우리가 만난 기적 | 수상 |
| 2021 | MBC 연기대상           | 단막극 부문 여자 우수연기상 | 목표가 생겼다    | 수상 |